# Kisielnica trzoneczkowa

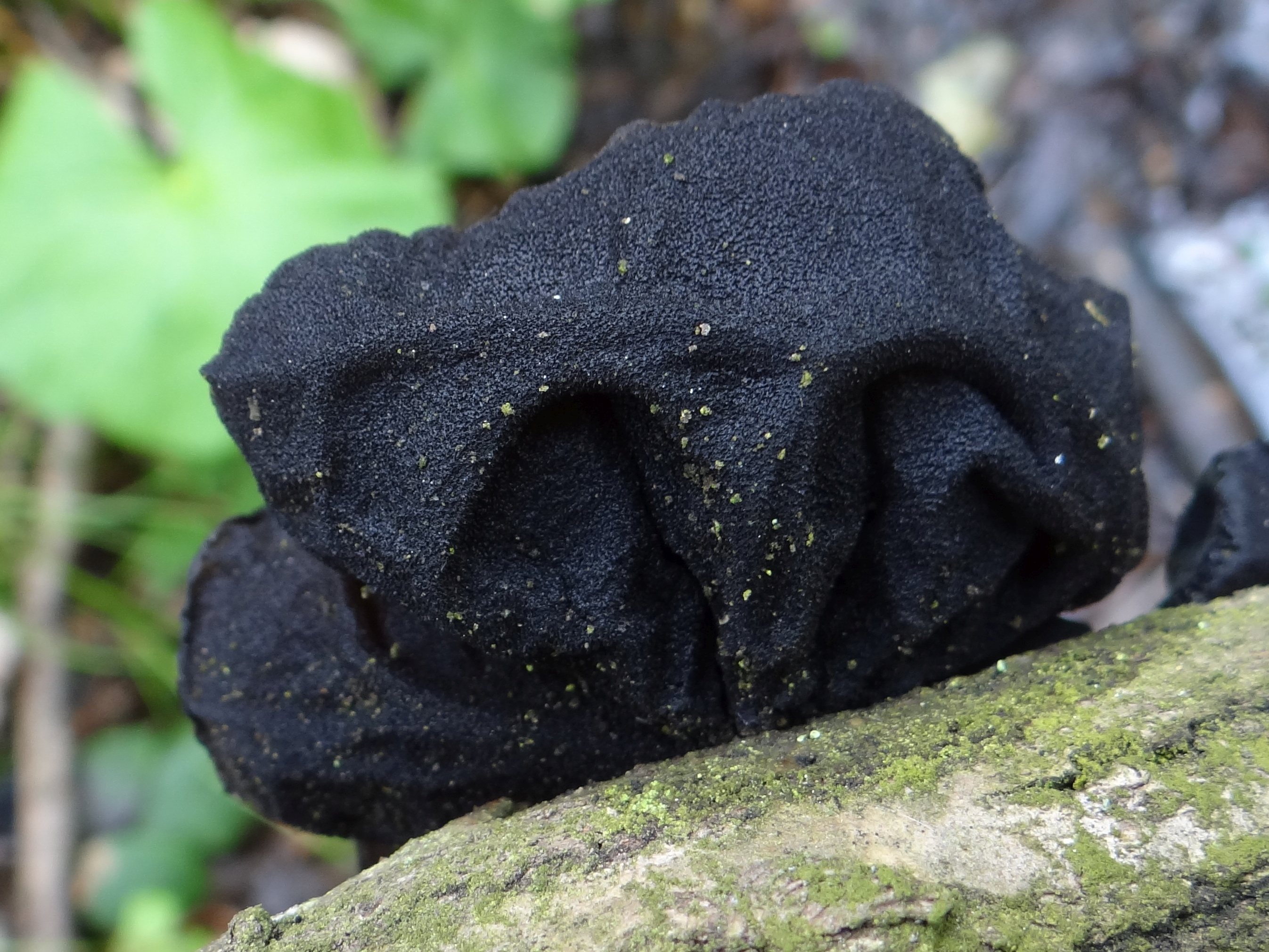
Dolna strona owocnika

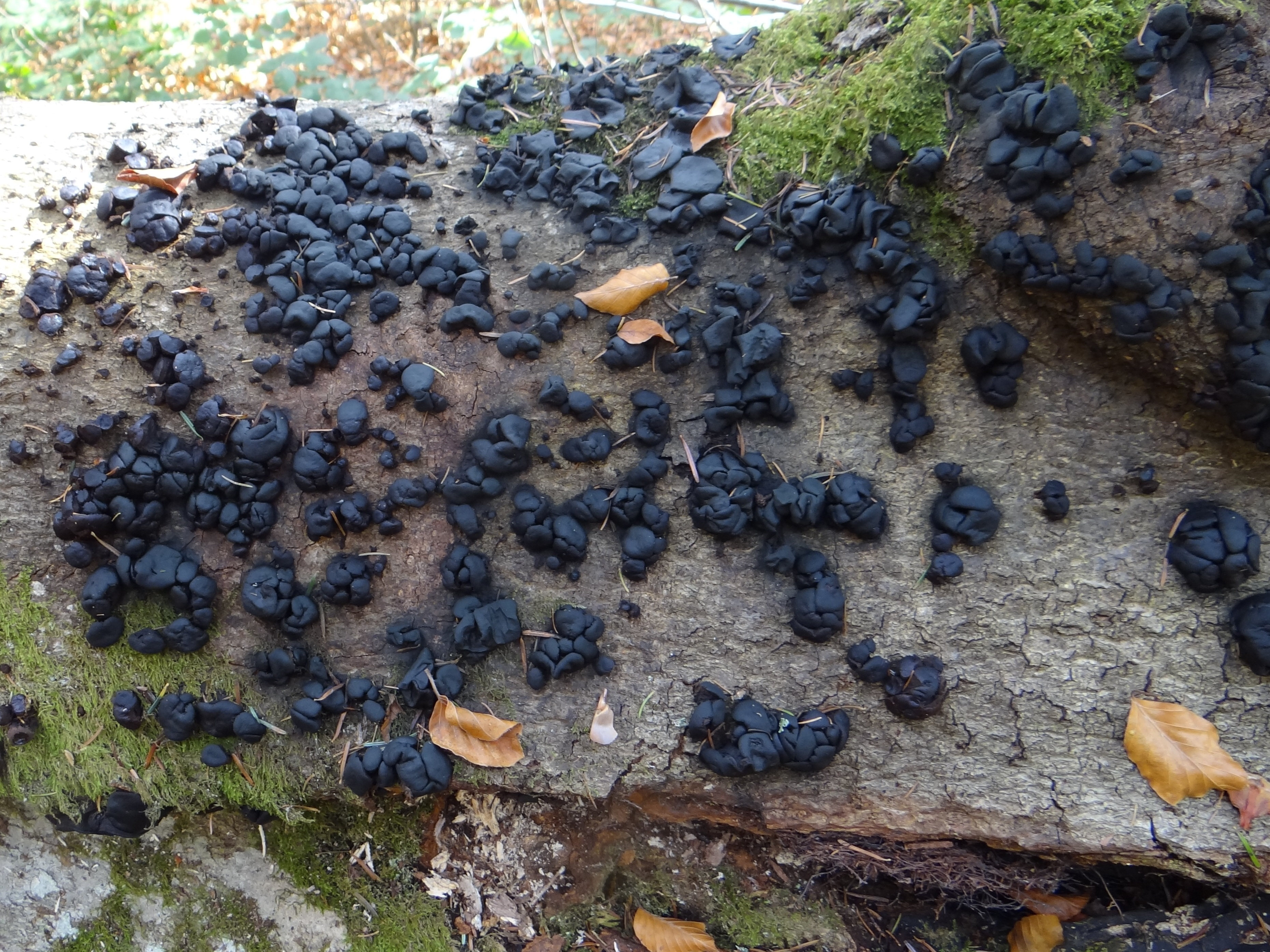
liczne owocniki na drewnie

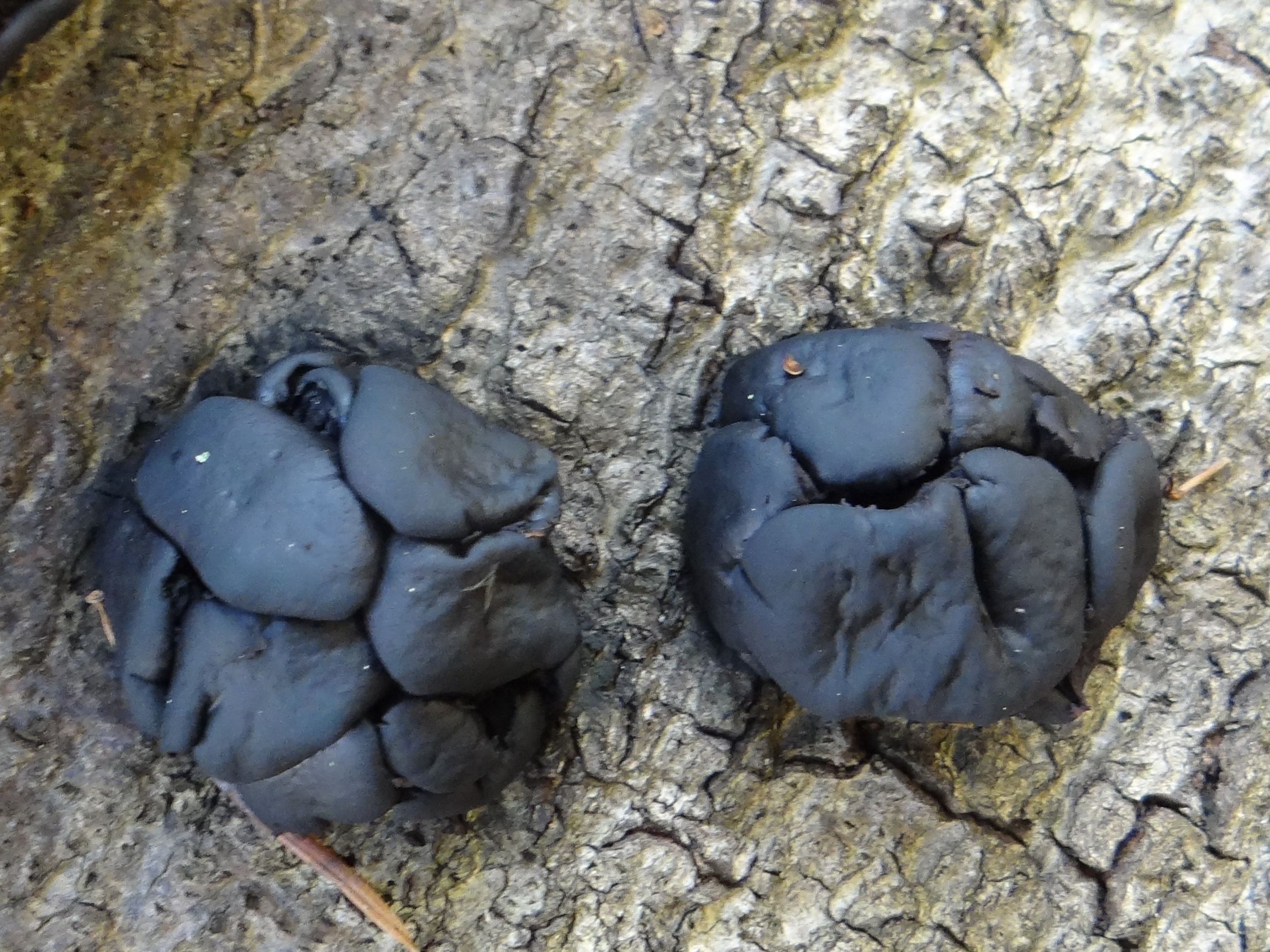
Owocniki na krótkich trzonkach

Kisielnica trzoneczkowa (Exidia glandulosa (Bull.) Fr.) – gatunek grzybów należący do rodziny uszakowatych (Auriculariaceae).

## Systematyka i nazewnictwo
Pozycja w klasyfikacji według Index Fungorum: Exidia, Auriculariaceae, Auriculariales, Auriculariomycetidae, Agaricomycetes, Agaricomycotina, Basidiomycota, Fungii.
Po raz pierwszy takson ten zdiagnozował w 1789 r. Jean Baptiste François Pierre Bulliard, nadając mu nazwę Tremella glandulosa. Obecną, uznaną przez Index Fungorum nazwę nadał mu w 1822 r. Elias Fries, przenosząc go do rodzaju Exidia. Niektóre synonimy naukowe:

- Auricularia truncata (Fr.) Fuckel 1870
- Exidia grambergii Neuhoff 1926
- Exidia truncata Fr. 1822

Nazwę polską podał Władysław Wojewoda w 1999 r. W polskim piśmiennictwie mykologicznym gatunek ten opisywany był też jako wypotek przecięty i kisielec trzoneczkowy.

## Morfologia
Owocnik
Średnica 2–9 cm, kształt krążkowaty, miseczkowaty lub kieliszkowaty. Posiada krótki, stożkowaty trzon. Boki owocnika nie przyklejają się do podłoża. Powierzchnia matowa, czarna lub brązowoczarna, gładka, po dojrzeniu owocnika pofałdowana lub pokryta jamkami. Miąższ galaretowaty i dość zwarty, ale podczas deszczowej pogody lub w starszym wieku owocniki deformują się. Mogą występować pojedynczo, lub w niewielkich klastrach (podany pod nazwą E. truncata).
Cechy mikroskopowe
Podstawki podzielone poprzecznie, jak u trzęsaków (Tremella sp.). Bazydiospory cylindryczne, wygięte, długości 14–17 µm i średnicy 4,5–6 µm, o gładkiej powierzchni, pozbawione pory rostkowej. Wysyp zarodników biały, nieamyloidalny.
Gatunki podobne
Podobna jest kisielnica czarniawa (Exidia nigricans), która tworzy owocniki większe, mózgowato pofałdowane i bez trzonu, bokami przyrośnięte do podłoża. Szybko podczas dojrzewania się deformują i tworzą rozlewającą się na podłożu masę. Pod mikroskopem obydwa te gatunki są nie do odróżnienia, jednak badania DNA wykazały, że są to różne gatunki.

## Występowanie i siedlisko
Występuje w Ameryce Północnej, Europie, Azji i Australii. W Polsce gatunek rzadki. Znajduje się na Czerwonej liście roślin i grzybów Polski. Ma status R – potencjalnie zagrożony z powodu ograniczonego zasięgu geograficznego i małych obszarów siedliskowych. Znajduje się na listach gatunków zagrożonych także w Danii, Norwegii, Finlandii.
W Polsce kisielnicę trzoneczkową można spotkać w lasach liściastych i mieszanych, w parkach, na opadłych gałęziach drzew. Obserwowano ją na opadłych gałęziach, pniakach i leżących pniach dębu szypułkowego, dębu bezszypułkowego, lipy. Owocniki wytwarza przez cały rok

## Znaczenie
Saprotrof rozwijający się w drewnie i powodujący jego białą zgniliznę.